# 維吉夫
50°55′51″N 28°28′16″E / 50.93083°N 28.47111°E

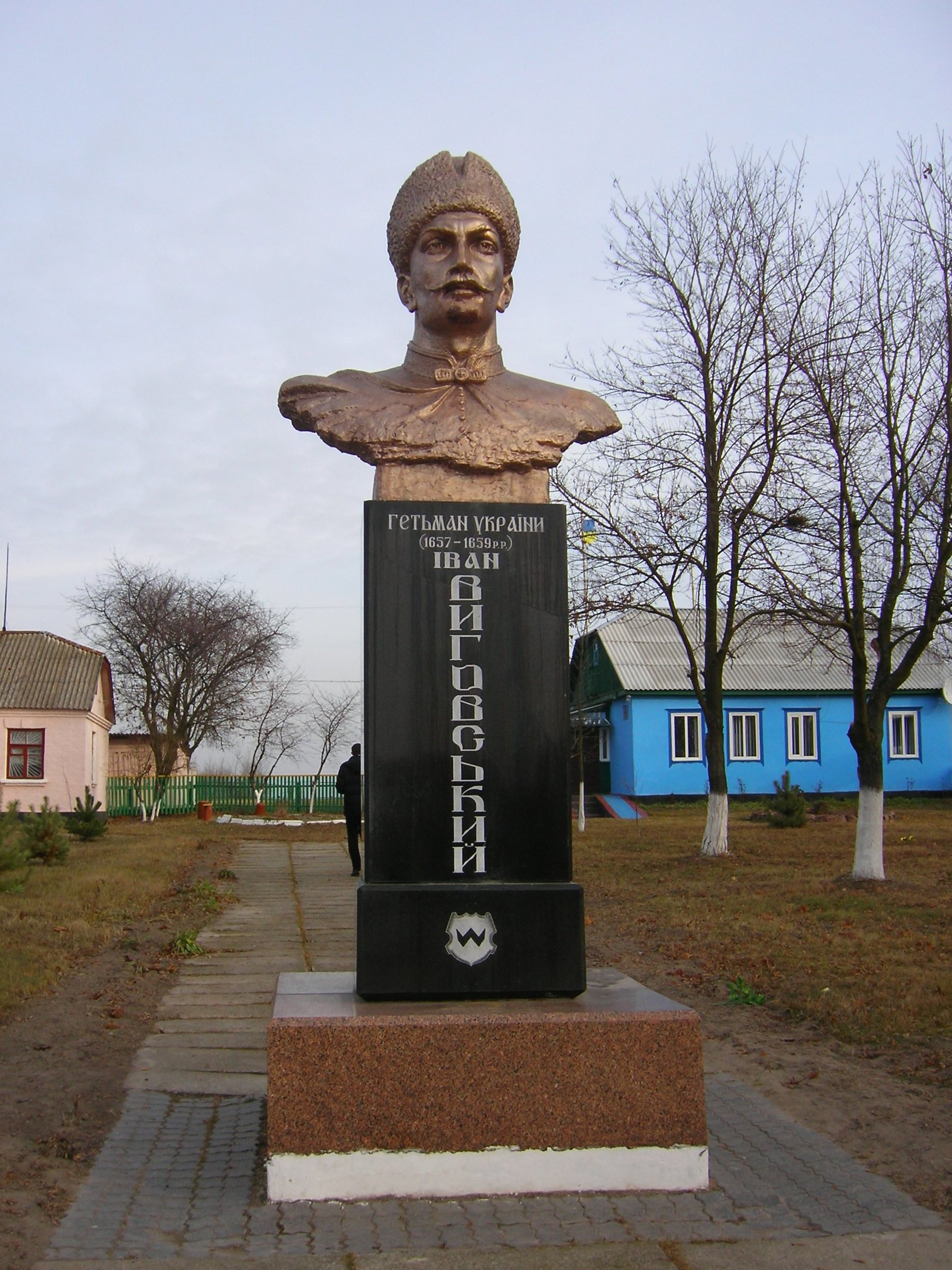

維吉夫（烏克蘭語：Вигів），是烏克蘭的村落，位於該國北部日托米爾州，由科羅斯堅區負責管轄，始建於1541年，面積1.23平方公里，海拔高度185米，2024年該村落人口300。